# بوب هاربر
بوب هاربر (بالإنجليزية: Bob Harper)‏ هو سياسي أسترالي، ولد في 17 نوفمبر 1944 في بريزبان في أستراليا، وتوفي بنفس المكان في 2 نوفمبر 2017. حزبياً، نشط في Queensland Liberal Party ‏. وقد انتخب عضو المجلس التشريعي ولاية كوينزلاند.